# Ramón Aranaz
Ramón Aranaz i Clavero (València, 1831 – Madrid, 1898) fou un empresari, banquer i polític valencià, diputat a Corts durant la restauració borbònica.

## Biografia
Va perfeccionar els seus estudis mercantils a Gibraltar i Anglaterra, on va fer amistat amb José Campo Pérez, qui el farà participar en l'empresa dels ferrocarrils d'Almansa-València-Tarragona i més tard fou president del Consell d'Administració del ferrocarril Medina del Campo-Zamora.
A les Corts Espanyoles de 1865 fou elegit diputat pel districte de València del sector moderat de la Unió Liberal. A Madrid va conèixer al Marquès de Salamanca, empresari ferroviari qui el nomenà el seu secretari en substitució d'Antonio Cánovas del Castillo, de qui també es va fer bon amic. Durant la restauració borbònica es va vincular al Partit Conservador i fou elegit diputat novament pel districte de València a les eleccions generals espanyoles de 1876 i 1879. Després deixà la política i es dedicà als negocis.